# Week-End at the Waldorf
Week-End at the Waldorf é um filme de comédia dramática estadunidense de 1945 dirigido por Robert Z. Leonard e estrelado por Ginger Rogers, Lana Turner, Walter Pidgeon e Van Johnson. O roteiro de Samuel e Bella Spewack é baseado na adaptação teatral do dramaturgo Guy Bolton do romance Grand Hotel de Vicki Baum de 1929.

## Elenco
- Ginger Rogers como Irene Malvern
- Walter Pidgeon como Chip Collyer
- Van Johnson como Capt. James Hollis
- Lana Turner como Bunny Smith
- Edward Arnold como Martin X. Edley
- Keenan Wynn como Oliver Webson
- Robert Benchley como Randy Morton
- Leon Ames como Henry Burton
- Phyllis Thaxter como Cynthia Drew
- Warner Anderson como Dr. Bob Campbell
- Rosemary DeCamp como Anna
- Porter Hall como Stevens
- George Zucco como Bey of Aribajan
- Miles Mander como secretário
- Xavier Cugat como ele mesmo
- Byron Foulger como Joe (sem créditos)
- Gordon Richards como Headwaiter (sem créditos)

## Produção
Judy Garland foi originalmente considerada para um papel de protagonista. Embora algumas cenas internas e externas do Waldorf-Astoria Hotel tenham sido filmadas, a maioria das gravações ocorreram nos estúdios da MGM.